# 菲利普斯堡 (喬治亞州)
菲利普斯堡（英語：Phillipsburg）是位於美國喬治亞州蒂夫特縣的一個人口普查指定地區。

## 地理
菲利普斯堡的座標為31°26′24″N 83°31′09″W / 31.44000°N 83.51917°W，而該地最高點為海拔高度96米（即315英尺）。

## 人口
根據2010年美國人口普查的數據，菲利普斯堡的面積為0.80平方千米，當中陸地面積為0.80平方千米，而水域面積為0.00平方千米。當地共有人口887人，而人口密度為每平方千米1,108人。